# Volem bisbes catalans!
Volem bisbes catalans! (¡Queremos obispos catalanes!) fue el eslogan de una campaña catalanista de 1966-1967 surgida por la sucesión del arzobispo de Barcelona, Gregorio Modrego y Casaus, y que recayó en el vallisoletano Marcelo González Martín.
La oposición no era tanto por razones ideológicas de ubicación en el espectro político izquierda-derecha (mientras el anterior arzobispo era un clérigo muy identificado con el franquismo, y había sido trasladado a Roma para ocupar una dignidad simbólica, el nuevo arzobispo era de tendencia progresista y había sido uno de los presentes en el Concilio Vaticano II como obispo de Astorga), sino por ubicación nacionalista. El nombramiento de obispos en España estaba sujeto, según el Concordato, al derecho de presentación, que reservaba en la práctica el nombramiento papal a la presentación de candidatos por Francisco Franco, como Jefe del Estado que acumulaba todos los poderes (de forma similar a los reyes de la Monarquía Católica a los que se les concedió).
La campaña, silenciada en los medios de comunicación por la censura, fue promovida entre otros, por Josep Benet y Jordi Pujol, y pretendía que se nombraran obispos catalanes en todas las diócesis de Cataluña.
En 1971, sólo cuatro años después, el nuevo arzobispo fue promovido a la sede primada de Toledo y la dignidad de cardenal, lo que podía interpretarse de forma ambivalente, tanto como un ascenso como una cesión a la presión opositora, ya que el sucesor de éste era catalán, Narcís Jubany. 
En ocasiones posteriores, tanto en coyunturas de sucesión a sedes episcopales como en otras que no tienen que ver estrictamente con ellas, se ha vuelto a utilizar la expresión para designar la posición mayoritariamente nacionalista dentro de la jerarquía de la Iglesia católica en Cataluña.